# Manfred Bernau
Manfred Robert Bernau (* 5. August 1926 in Vechelde; † 22. Februar 2009) war ein deutscher Wirtschaftsprüfer, Manager und Unternehmer.

## Leben
Manfred Bernau verlebte den Großteil seiner frühen Jugend in der Zeit des Nationalsozialismus und im Zweiten Weltkrieg, bevor er 1954 in Göttingen an der dortigen Universität in den Fächern Rechtswissenschaften und Betriebswirtschaftslehre promovierte zum Thema Die verfassungsrechtliche Bedeutung von Geschäftsordnungen oberster Staatsorgane. Bernau wurde während seines Studiums Mitglied der Burschenschaft Frisia Göttingen, der er zeitlebens angehörte.
Nach langjähriger Tätigkeit als Wirtschaftsprüfer gründete Bernau 1984 die Aktiengesellschaft Berliner Elektro Holding AG, kontrollierte diese Gesellschaft als Aufsichtsratsvorsitzender und führte diese später als Vorstandsvorsitzender. Zudem übernahm Bernau den Vorsitz im Aufsichtsrat
- der Hübner Elektromaschinen AG mit Sitz in Berlin;
- der CHA Chemie Holding AG mit Sitz in München;
- der SBH Signalbau Huber AG, ebenfalls in München, sowie
- der M.A.X. Holding in München.[2]

Über die Führung einer Holding äußerte sich Manfred Bernau als einer von 1000 Unternehmern einmal wie folgt:

„Die dezentrale Führung bringt für die Holding den Vorteil mit sich, dass sie weitestgehend von allen Aufgaben entlastet wird, die in den Unternehmensbereichen besser erledigt werden können. Der Holding-Vorstand kann sich auf die strategische Führung der gesamten Unternehmensgruppe und die Koordination der Aktivitäten konzentrieren.“

1989 erwarb Manfred Bernau die nach ihrem ursprünglichen Bauherrn und Karussellbauern Hugo Haase benannte Villa Haase in der Spinozastraße 9 an der Eilenriede in Hannover, bezog das Gebäude jedoch nie, sondern veräußerte sie bereits 1992 wieder an den Immobilienkaufmann und Ex-Präsident des Sportvereins SV Arminia Hannover, Peter Krasemann.
Um das Jahr 2000 stieg Manfred Bernau nach rund einem Viertel Jahrhundert aus der Berliner Elektro Holding AG aus, die er als Dachgesellschaft durch Kapitalerhöhungen unterdessen zu einem Firmen-Konglomerat von rund 80 Unternehmen ausgebaut hatte, und machte für seinen Sohn Maximilian an seiner Stelle als Nachfolger Platz. Das Unternehmen wurde anschließend unter dem Namen Adcapital AG neu ausgerichtet.

## Publikationen (Auswahl)
- Die verfassungsrechtliche Bedeutung von Geschäftsordnungen oberster Staatsorgane, Maschinenschrift mit 297 vervielfältigten Seiten, zugleich Dissertation vom 12. April 1955 an der Rechts- und staatswissenschaftlichen Fakultät der Universität Göttingen, Göttingen 1955
- Holding-Konzept der Berliner Elektro Holding AG, in Christof Schulte (Hrsg.): Holding-Strategien. Erfolgspotentiale realisieren durch Beherrschung von Größe und Komplexität (= Softcover reprint of the original 1st ed. 1992), Wiesbaden: Betriebswirtschaftlicher Verlag Gabler, 2012, ISBN 978-3-322-82525-4 und ISBN 3-322-82525-6, S. 267ff.; Vorschau über Google-Bücher